# Chand Ram
Siri Chand Ram (Índia, 26 de janeiro de 1958) é um antigo atleta indiano, especialista em marcha atlética. Foi campeão asiático de 20 km marcha e representou o seu país nos Jogos Olímpicos de Los Angeles, em 1984, onde se classificou em 22º lugar. Participou também nos Campeonatos Mundiais de 1983, em Helsínquia, tendo-se classificado em 42º lugar nos 20 km marcha.